# Dipaleseng
Dipaleseng es un municipio local sudafricano situado en el distrito de Gert Sibande, en la provincia de Mpumalanga.

## Superficie
Dipaleseng tiene una superficie de 2607 km².

## Demografía
En 2022, tenía 35 980 habitantes, una densidad poblacional de 13,80 hab./km², y 13 129 viviendas.